# Éneklő lombszöcske
Az éneklő lombszöcske (Tettigonia cantans) a fürgeszöcskék családjába tartozó, Eurázsiában honos szöcskefaj.

## Megjelenése
Az éneklő lombszöcske testhossza a hím esetében 21-31 mm, a nőstény 29-33 mm, ehhez járul a 20-25 mm-es tojócső. Nagy termetű, erőteljes faj (bár a három közép-európai Tettigonia-faj közül a legkisebb). Alapszíne világoszöld (ritkán sárgás), felül a fejen, a toron és a szárnyakon sárgás vagy vörösbarna sáv fut végig. Az elülső szárny széles és csak kissé hosszabb a potrohnál, vége lekerekített; a hátsó szárny jóval rövidebb. A nőstények petékkel teli potroha hosszabb is lehet, mint a szárnyak. A hímek cerkuszain (potrohfüggelékein) a közepe előtt egy kis belső fog található. A nőstény tojócsöve hosszú, jórészt egyenes, csak kissé hajlított.
Ciripelése igen erős, 50-100 méterre is elhallatszik. Főleg délután és este ciripel, nappal csak 2-8 másodpercig, de éjjel akár egy percig is kitarthat.

### Hasonló fajok
A zöld lombszöcske és a farkos lombszöcske hasonlít hozzá.

## Elterjedése
Eurázsiában honos a Pireneusoktól egészen Kínáig. Az Ibériai-félszigetről, Nyugat-Franciaországból, a Brit-szigetekről, Skandináviából hiányzik, a mediterrán térségben inkább hegyvidéki. Magyarországon viszonylag ritka, a hűvösebb régiókban vagy hegyekben (400 m fölött) fordul elő (Őrség, Bakony, Börzsöny, Mátra, Aggteleki-karszt).

## Életmódja
A hűvös, nedves, dús és magas vegetációjú élőhelyeket (láprétek, hegyi rétek, erdőszélek, tisztások) részesíti előnyben. Főleg ragadozó, kisebb rovarokat, lárvákat fogyaszt, de növényi táplálékot is eszik.
Kifejlett példányaival június végétől október végéig találkozhatunk. A hímek magasabb kórókra, cserjékre mászva ciripelnek. A nőstény a nedves talajba rakja petéit, ahol azok legalább kétszer áttelelnek. A peték a kiszáradást rosszul tűrik. A májusban kikelő lárvák hatszor vedlenek. 
Magyarországon nem védett.

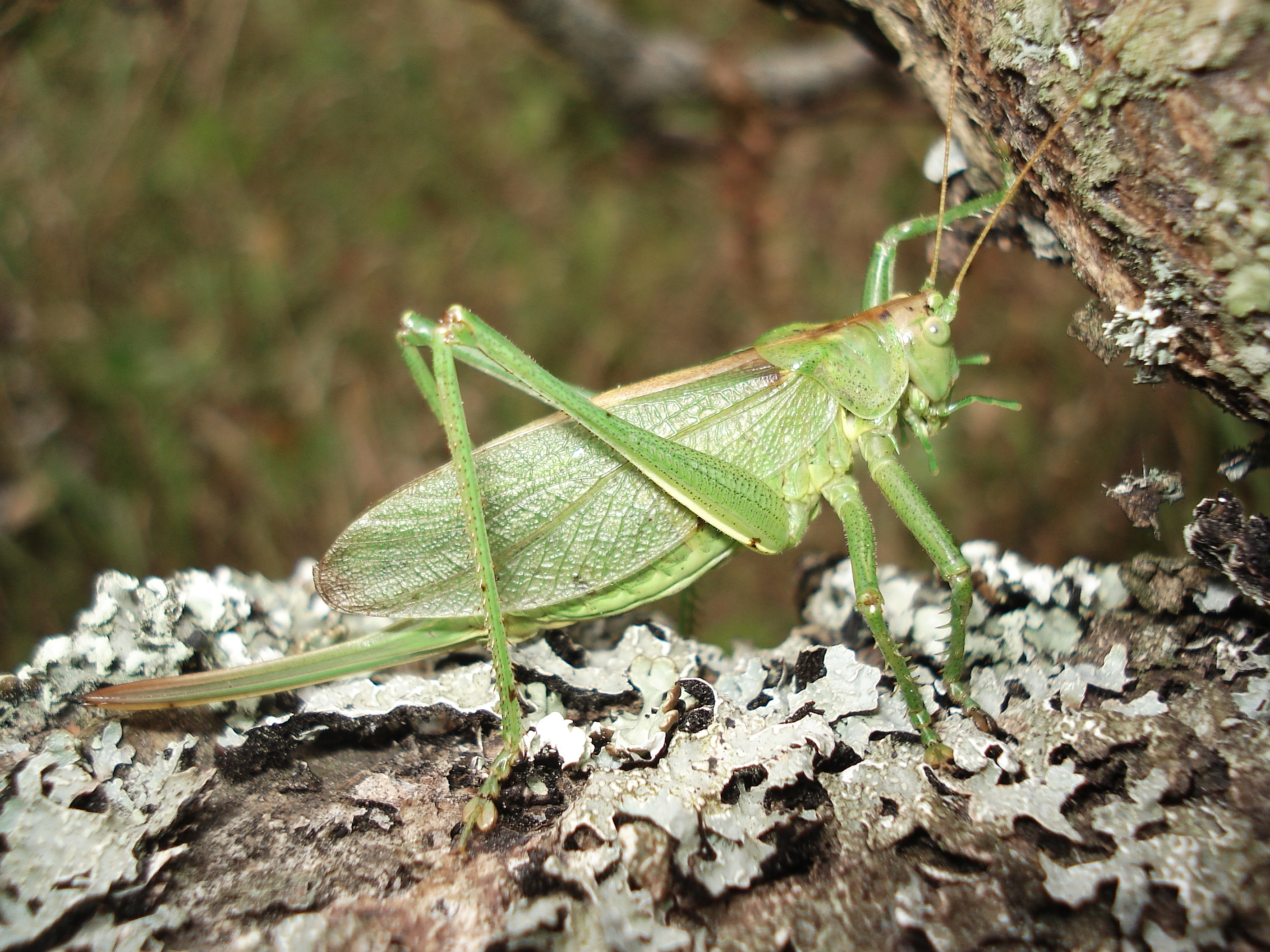
Nőstény
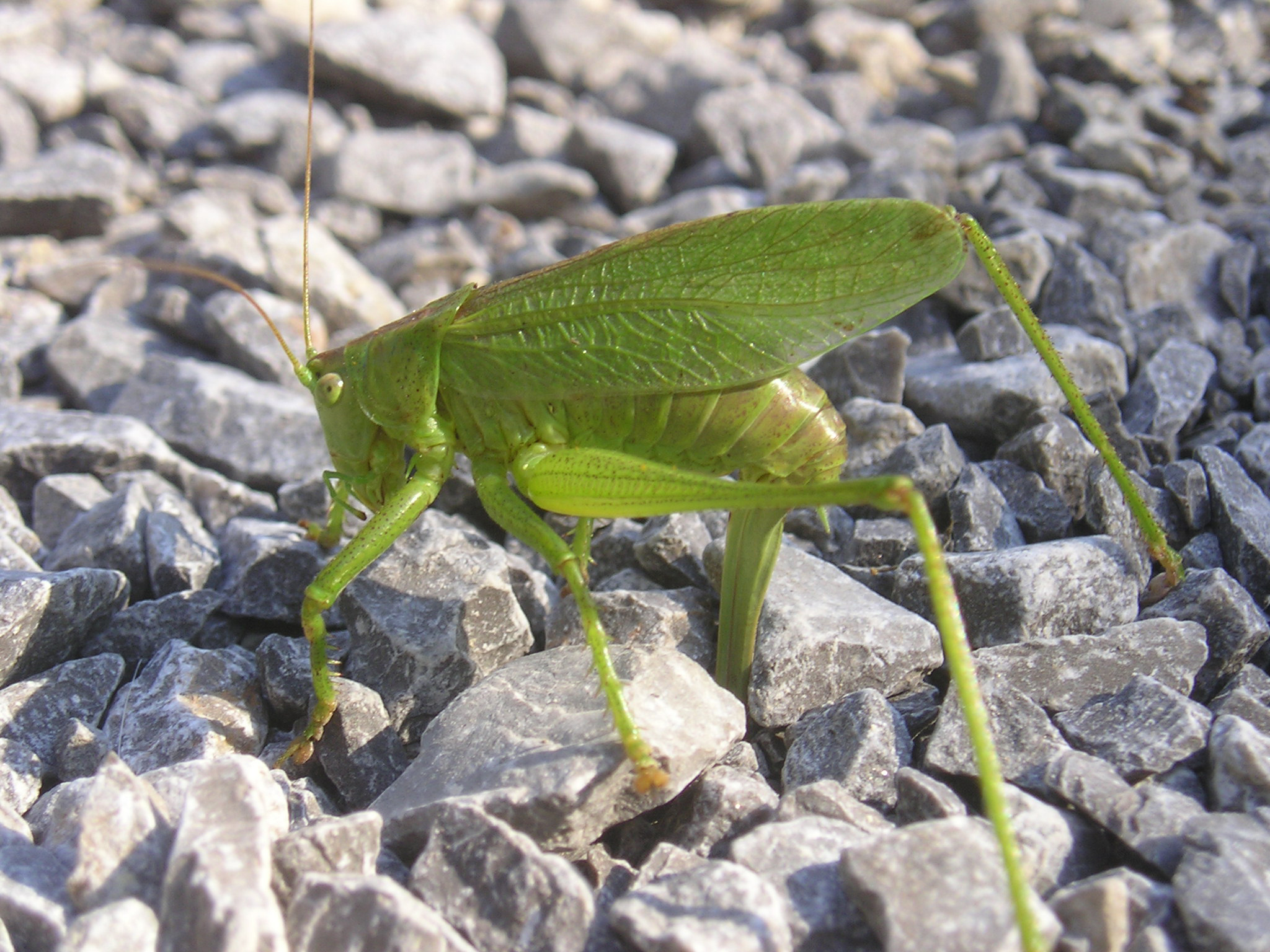
Peterakó nőstény
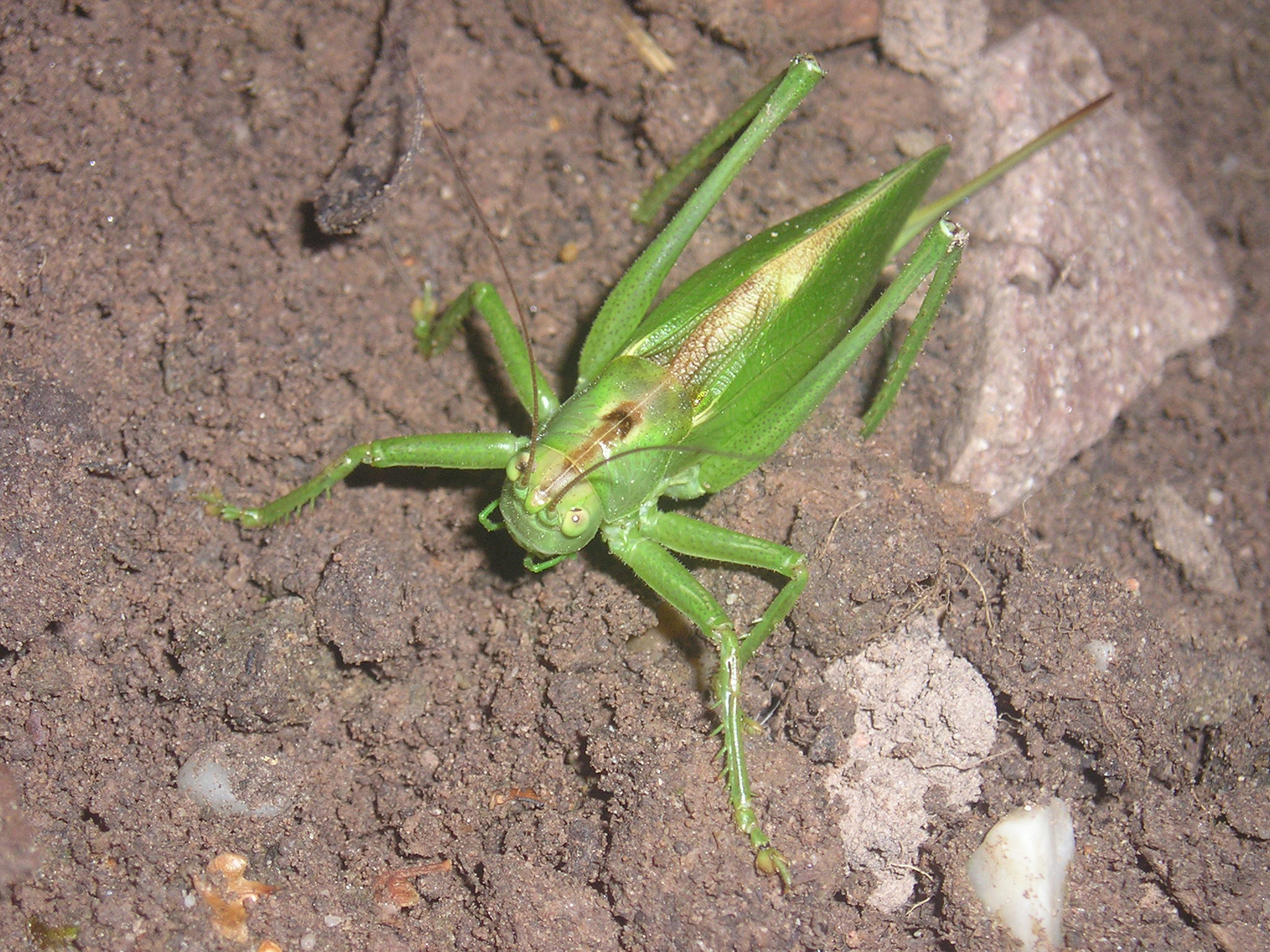
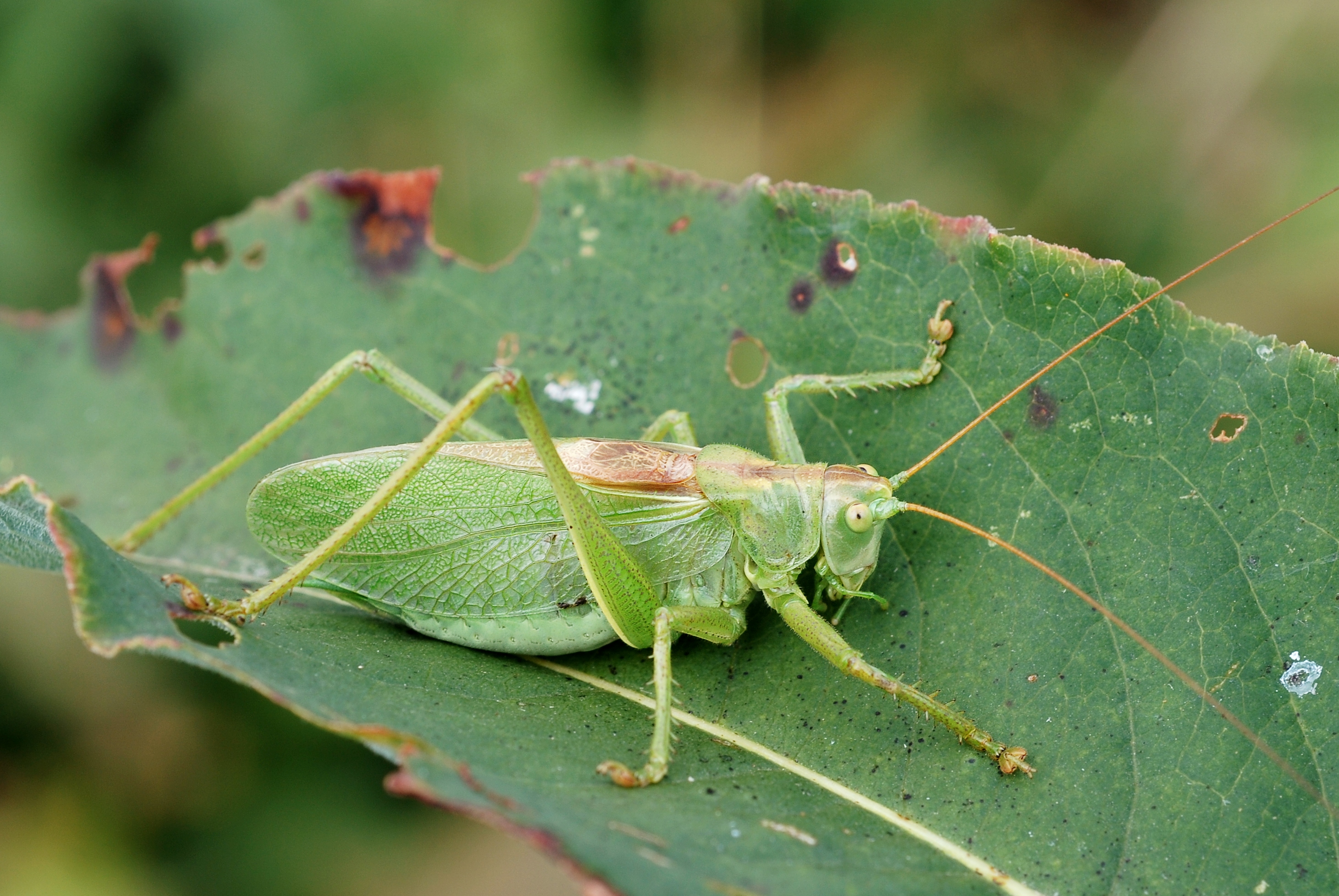
Hím
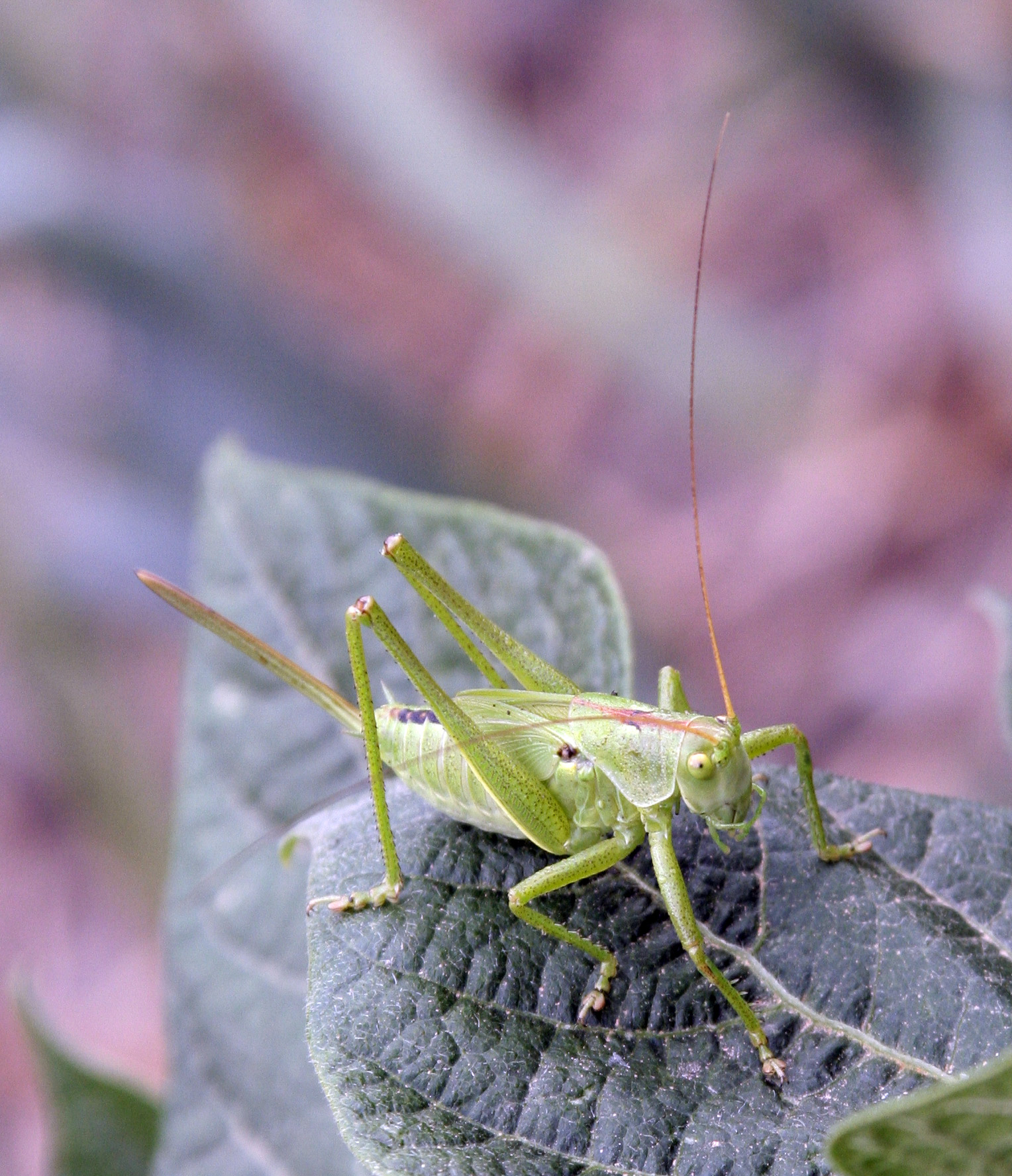
Nőstény nimfa